# MBM Tourismo
La MBM Tourismo, chiamata anche Monteverdi Tourismo, è un'autovettura sportiva realizzata dalla casa automobilistica svizzera MBM Automobile dal 1961 al 1962.
È la prima vettura venduta da Peter Monteverdi con il marchio della MBM Automobile (che sta per Monteverdi Binningen Motors).

## Descrizione
La carrozzeria dell'auto venne acquistata dall'Inghilterra, dove una società chiamata Heron Plastics aveva sviluppato un'autovettura sportiva in fibra di vetro chiamata Europa, dalla quale la Tourismo riprendeva la forma esterna. Il telaio era tubolare con le sospensioni anteriori a braccio oscillante con molle elicoidali, mentre al posteriore c'era un assale rigido derivato dalla Ford Consul. Il motore era derivato dalla Ford Anglia 105E era un quattro cilindri in linea da 997 cm³.
Un esemplare della MBM Tourismo del 1961 è custodita all'interno nel Museo Svizzero dei Trasporti a Lucerna.